# Paulus' første Brev til Timotheus
 Denne artikel bør gennemlæses af en person med fagkendskab for at sikre den faglige korrekthed.

Paulus' første Brev til Timotheus fra Det Ny Testamente hører til blandt de Pastorale breve. Det er breve, der enten er stilet til en leder af en menighed eller omhandler hvordan menigheden bør organiseres og ledes. Det er omstridt, om det er Paulus, der har skrevet brevene, og hvornår de er skrevet; formentlig mod slutningen af det 1. århundrede eller første halvdel af det 2. århundrede e.Kr.

## Indhold
Brevet indledes med at sige, at det er skrevet af Paulus til Timotheus. Paulus minder Timotheus om, at han har bedt Timotheus om at blive i Efesos og forhindre falsk undervisning i loven fra andre. Paulus siger, at loven skal anvendes på syndere som oprørere, mordere og seksuelt umoralske.
Listen over lovovertrædere omfatter i 1 Tim 1,9-10 det græske ord ἀρσενοκοίτης (engelsk: queer), som er blevet oversat til at betyde homoseksuelle mænd; I Bibelselskabets oversættelse fra 2020 bliver det til ”mænd, der ligger i med mænd”.
| Citat        | 8 Men vi ved, at loven er god, hvis man bruger den, som lov skal bruges, 9 og når man ved, at en lov ikke er bestemt for retskafne, men for lovbrydere og genstridige, for gudløse og syndige, for spottere og ugudelige, for dem, der slår deres far eller mor ihjel, for drabsmænd, 10 utugtige, mænd, der ligger i med mænd, bortførere, løgnere, menedere, og hvad der ellers strider mod den sunde lære. | Citat |
| 1 Tim 1,8-10 | |       |

Brevet er kendt for, hvad det siger om mænds og kvinders roller i dets andet kapitel, især versene 1 Tim 2,11-14. I Bibelselskabets oversættelse lyder dette vers:
| Citat         | 11 En kvinde skal lade sig belære i stilhed og underordne sig i alt; 12 men at optræde som lærer tillader jeg ikke en kvinde, heller ikke at bestemme over sin mand; hun skal leve i stilhed. 13 For Adam blev skabt først, derefter Eva, 14 og det var ikke Adam, der blev forledt, men kvinden lod sig forlede og overtrådte budet. | Citat |
| 1 Tim 2,11-14 | |       |

Brevet begrunder påbudet ved at sige, at Adam blev dannet før Eva, og at Eva blev narret af slangen.
Kirkens ledere skal opføre sig på en måde, der er værdig til respekt, undgå overgivelse af vin og forvalte deres anliggender godt. Timotheus rådes til at undgå falsk lære og fokusere på sandheden.
Forfatteren diskuterer en liste over enker, der skal forsørges af kirken, og sætter begrænsninger for, hvilke typer kvinder der skal hjælpe: kun gamle enker, der aldrig gifter sig igen, og som prioriterer deres familie, skal modtage hjælp. Enker yngre end tres har sanselige ønsker, der kan få dem til at gifte sig igen.
Slaver bør respektere deres herrer, især hvis deres herrer er troende. Folk bør undgå misundelse og undgå fristelsen til at fokusere på at blive rig, fordi "kærlighed til penge er roden til alt ondt."
| Citat        | 8 har vi føde og klæder, skal vi lade os nøje med det. 9 Men de, der vil være rige, falder i fristelse og baghold og henfalder til utallige tåbelige og skadelige tilbøjeligheder, som styrter mennesker i undergang og fortabelse. 10 For kærlighed til penge er roden til alt ondt; drevet af den er nogle blevet ført bort fra troen og har voldt sig selv mange smerter. | Citat |
| 1 Tim 6,8-10 | |       |

Afslutningsvis får Timotheus at vide, at han skal fortsætte med at "kæmpe troens gode kamp" ved at hjælpe andre til at være dydige og ved at drive sin kirke godt.

## Forfatterspørgsmålet
Forfatterskabet af Paulus’ første brev til Timoteus blev traditionelt tilskrevet apostlen Paulus, selv om denne tilskrivning ofte var omstridt i den ante-nicenske periode, tiden i i kristen historie indtil det første råd i Nicea (år 325). Han er navngivet som forfatteren af brevet i teksten (1 Tim 1,1). Det nittende og det tyvende århundrede satte spørgsmålstegn ved brevets ægthed, og en række forskere er nået frem til, at Første Timoteus sammen med Paulus' Andet Brev til Timotheus og Paulus' Brev til Titus, ikke kan være Paulus' værk, men snarere er kristne skrifter med Paulus som pseudonym fra engang i slutningen af det første til midten af det 2. århundrede. Flere forskere bekræfter nu denne opfattelse. Som bevis for denne antagelse fremføres, at de pastorale breve indeholder 306 ord, som Paulus ikke bruger i de breve, som ubestridt tilegnes ham, at deres skriftlige stil er forskellig fra hans ubestridte breve, at brevene afspejler forhold og et kirkeorgel, der ikke fandtes på Paulus' tid, og at de ikke optræder i de tidlige lister over hans kanoniske værker. Moderne forskere, der støtter det paulinske forfatterskab, henviser til Polykarp (år 69-155). Det er således blevet fremført, at "nøglevidnet er Polykarp, hvor der er stor sandsynlighed for, at 1 og 2 Tim var kendt for ham". Tilsvarende er det fremført, at det er "næsten sikkert eller højst sandsynligt", at Polykarp anvendte sig af 1 og 2 Timothy.
Markion, en ortodoks biskop, der senere blev ekskommunikeret for kætteri, dannede en tidlig kanon af skriftet ca. 140 omkring Lukasevangeliet og ti af de kanoniske paulinske breve med undtagelse af Første og Andet brev til Timoteus og Titus. Årsagerne til disse udelukkelser er ukendte, og der er adskillige spekulationer om dem, herunder hypoteserne om, at de ikke blev skrevet før efter Markions tid, eller at han kendte til dem, men anså dem som uægte. Tilhængere af paulinsk forfatterskab hævder, at han havde teologiske grunde til at afvise pastoralerne, nemlig deres lære om skabelsens godhed (jf. 1 Tim 4,1ff.). Spørgsmålet er, om Marcion kendte disse tre breve og afviste dem, som Tertullian siger, eftersom der i 1 Tim 6,20 henvises til "indvendingerne fra den kundskab, der med urette kaldes sådan", hvor det ord, der anvendes for de modsatrettede argumenter, er "antitese", navnet på Markions værk, også en subtil antydning af Markions kætteri, men som det er blevet bemærket, er angrebet på kætterne ikke centralt for de tre breve.
De første gange de tre pastoralbreve er nævnt er sidst i det 2. århundrede. Der er en række citater fra alle de tre breve i Irenæus’ værk Adversus Haereses (Mod kætterne). Det muratoriske fragment (ca. 170-180) lister bøgerne i Det Nye Testamente og tilskriver alle tre pastorale breve til Paulus. Eusebius (ca. 330) kalder dem, sammen med de andre tretten kanoniske Paulinske breve, for "ubestridte".

## Datering
Moderne forskere placerer generelt brevets mellem slutningen af det 1. århundrede eller første halvdel af det 2. århundrede e.Kr., med en bred usikkerhedsmargin. Selve udtrykket Gnosis ("kundskab") forekommer i 1 Tim 6,20. Hvis parallellerne mellem 1 Timotheus og Polykarp's epistel forstås som en litterær afhængighed af sidstnævnte af førstnævnte, som det er almindeligt accepteret, ville dette udgøre en terminus ante quem (latin: ”grænsen før hvilken, grænsen efter hvilken” mellem 130-155 e.Kr. Ligeledes er der en række verbale aftaler mellem Ignatius af Antiokia og 1 Timotheus, som samler sig omkring et afsnit på 14 vers i 1 Tim 1. Hvis disse paralleller mellem Ignatius og 1 Timotheus repræsenterer en litterær afhængighed af Ignatius, ville det flytte datoen for 1. Timotheus endnu tidligere. Imidlertid er Irenæus (som skriver ca. 180 e.Kr.) den tidligste forfatter til klart og utvetydigt at beskrive de pastoralbrevene.
Den tidligste kendte skrift af Paulus første brev til Timotheus blev fundet i 2017 på Oxyrhynchos Papyrus "Oxyrhynchus Papyri 5259", betegnet P133. Det kommer fra et blad af en kodeks, som er dateret til det 3. århundrede.